# Linie geodezyjne w metryce Schwarzschilda
Linie geodezyjne w metryce Schwarzschilda – linie opisujące ruch infinitezymalnej masy próbnej w polu grawitacyjnym wytworzonym przez nieruchomą, nierotującą masę centralną. Rozwiązanie równań Einsteina opisujące ten przypadek to rozwiązanie Schwarzschilda uzyskane w 1915 roku przez niemieckiego fizyka Karla Schwarzschilda. Otrzymanie tego rozwiązania oraz zbadanie geodezyjnych w tej metryce odegrało ważną rolę we wczesnym eksperymentalnym potwierdzeniu teorii względności, gdyż z bardzo dobrym przybliżeniem opisują one ruch ciał w polu grawitacyjnym wytwarzanym przez Słońce. Pozwoliło to teoretycznie wytłumaczyć obserwowany ruch peryhelium Merkurego (oraz innych planet) oraz przewidzieć zjawisko ugięcia promieni świetlnych w polu grawitacyjnym Słońca. Były to pierwsze dwa testy potwierdzające prawdziwość ogólnej teorii względności.
Geodezyjne w metryce Schwarzschilda opisują ruch mas próbnych, tzn. takich, których własna masa nie wpływa na pole grawitacyjne masy centralnej. Gdy masa próbna nie jest infinitezymalna (na przykład planety w Układzie Słonecznym), geodezyjne również poprawnie opisują ruch ciał przy założeniu dużej różnicy między nieruchomą masą wytwarzającą pole a masą poruszającą się w tym polu. Geodezyjne Schwarzschilda są również dobrym przybliżeniem względnego ruchu dwóch ciał o dowolnej masie przy założeniu, że masa wytwarzająca pole jest równa sumie mas tych dwóch ciał.

## Zarys historyczny
Rozwiązanie Schwarzschilda jest historycznie pierwszym nietrywialnym rozwiązaniem równań Einsteina. Zostało skonstruowane w 1915 roku i opublikowane w styczniu 1916. Schwarzschild bazował na pracach z Alberta Einsteina wydanych w listopadzie 1915 roku. Celem Schwarzschilda było otrzymanie ścisłego i możliwie najprostszego rozwiązania, w pracy czytamy

Die folgende Rechnung liefert die strenge Lösung des Problems. Es ist immer angenehm, über strenge Lösungen einfacher Form zu verfügen. Wichtiger ist, daß die Rechnung zugleich die eindeutige Bestimmtheit der Lösung ergibt, über die Hrn. Einsteins Behandlung noch Zweifel ließ, und die nach der Art, wie sie sich unten einstellt, wohl auch nur schwer durch ein solches Annäherungsverfahren erwiesen werden könnte. Die folgenden Zeilen führen also dazu, Hrn. Einsteins Resultat in vermehrter Reinheit erstrahlen zu lassen. (Poniższe obliczenia dostarczają ścisłego rozwiązania problemu. Jest zawsze przyjemnie mieć ścisłe rozwiązanie w prostej formie do dyspozycji. Ważniejsze jest to, że obliczenia dowodzą dodatkowo jednoznaczność rozwiązania, co do którego potraktowanie Pana Einsteina wciąż pozostawiało wątpliwości, a które, biorąc pod uwagę sposób, w jaki wygląda to poniżej, prawdopodobnie tylko z trudem mogło by to udowodnić poprzez metodę przybliżeń. Poniższe wiersze pozwalają wynikowi Pana Einsteina lśnić większą jasnością).

W 1917 Johannes Droste opublikował matematycznie bardziej eleganckie wyprowadzenie tej samej metryki. Warto podkreślić, że Droste uzyskał swoje rozwiązanie niezależnie od Schwarzschilda, w pracy pisze

After the communication to the Academy of my calculations, I discovered that also K. Schwarzschild has calculated the field. (Po przekazaniu Akademii moich obliczeń odkryłem, że pole obliczył również K. Schwarzschild).

Dodatkowo Droste był pierwszym, który podjął próbę rozwiązania równań geodezyjnych w czasoprzestrzeni Schwarzschilda. W tym celu funkcji eliptycznych Weierstrassa, jednak nie przeprowadził pełnej dyskusji wszystkich możliwych rozwiązań. Dopiero trzynaście lat później Yūsuke Hagihara w pełni rozwiązał zagadnienie ruchu cząstek próbnych w czasoprzestrzeni Schwarzschilda bazując w dużej mierze na pracy Droste’a. Jego praca zawiera charakteryzacje wszystkich możliwych typów orbit i jest uważana obecnie za klasyczną pozycję w tej dyscyplinie.
W tym samym czasie gdy trwały pracę nad rozwiązaniem przy użyciu funkcji eliptycznych Weierstrassa, próbowano rozwiązać to zagadnienie przy użyciu funkcji eliptycznych Jacobiego i Legendre’a.
Za zwieńczenie tych wysiłków można uznać pracę Charlesa Darwina oraz Bogdana Mielnika i Jerzego Plebańskiego
Zarówno Darwin oraz Mielnik i Plebański wydając swoje prace w latach 60, nie znali prac Droste’a i Hagihary, ich prace bazowały na podejściu Forsytha. Jednak byli oni świadomi, że ich obliczenia powinny zostać wykonane 40 lat wcześniej. Praca Mielnika i Plebańskiego zaczyna się w następujący sposób

This paper is essentially for an elementary nature; moreover, its results could have been derived 40 years ago. The problem of motion of the test body in Schwarzschild’s field has long been considered classical. However-as far as we know-no paper as yet contains a full classification od all possible types of motion, with a detailed study of their nature in terms of elliptic functions. (Ten artykuł ma zasadniczo charakter elementarny; co więcej, jego wyniki można było uzyskać 40 lat temu. Problem ruchu ciała próbnego w polu Schwarzschilda od dawna uważany jest za klasyczny. Jednak-o ile nam wiadomo-żaden artykuł nie zawiera jeszcze „pełnej” klasyfikacji wszystkich możliwych rodzajów ruchu, ze szczegółowym badaniem ich natury pod kątem funkcji eliptycznych).

Praca Mielnika i Plebańskiego nie jest tak powszechnie znana jak praca Hagihary, pomimo tego, że przeprowadza równoważną analizę.
W kolejnych latach, autorzy mieli już świadomość o istnieniu dwóch ogólnych sposobów rozwiązywania równań Schwarzschilda, wybierali odpowiednie z nich zgodnie z ich preferencjami. W 1983 Subrahmanyana Chandrasekhara wydał podręcznik, w którym bazując na pracy Darwina przeprowadza ponowną analizę równań ruchu ruchów cząstek próbnych wokół czarnej dziury Schwarzschilda przy użyciu funkcji eliptycznych Legendre’a. Chandrasekhar pisząc swój podręcznik nie znał pracy Mielnika i Plebańskiego dlatego oba opisy pomimo wielu podobieństw w ostatecznym rachunku różnią się od siebie. Należy podkreślić jednak, że znał pracę Hagihary, ale uważał ją za nadmiernie skomplikowaną. W notce bibliograficznej na końcu rozdziału trzeciego, pisze

Hagihara’s treatment makes the subject much more coplicated than is necessary. The account in text is essentialy completion of the program set out by C. G. Darwin. (Podejście Hagihary sprawia, że temat jest znacznie bardziej skomplikowany, niż jest to konieczne. Opis w tekście jest niezbędnym uzupełnieniem programu przedstawionego przez C.G. Darwina).

Ponieważ książka Chandrasekhara była znacznie bardziej rozpowszechniona od pracy Mielnika i Plebańskiego, to w kolejnych latach autorzy preferujący wykorzystywanie całek eliptycznych Legendre’a odwoływali się do pozycji Chandrasekhara. W ostatnich latach jednak autorzy zaczęli również dostrzegać wkład Mielnika i Plebańskiego w rozwój zagadnienia.
Odkryte rozwiązanie pozwoliło na wytłumaczenie obserwowanego ruchu peryhelium Merkurego. Jednocześnie umożliwiało odkrycie nowego zjawiska, jakim było ugięcie promieni świetlnych w pobliżu masywnych obiektów. Eksperymentalnie efekt ten został zaobserwowany w roku 1919 poprzez przeprowadzenie pomiarów w czasie zaćmienia Słońca pod kierownictwem Arthura Stanleya Eddingtona. Ostatnim klasycznym efektem przewidzianym przez rozwiązanie Schwarzschilda było grawitacyjne poczerwienienie promieni świetlnych w polu grawitacyjnym zaobserwowane w 1959 roku w czasie eksperymentu przeprowadzonego przez Roberta Pounda i Glena Rebkę.

## Metryka Schwarzschilda
Metryka Schwarzschilda jest ścisłym, sferycznie symetrycznym rozwiązaniem równań Einsteina. Opisuje ona pole grawitacyjne na zewnątrz obojętnej, nierotującej masy {\displaystyle M.} Element długości jest opisywany przez równanie:
{\displaystyle \mathrm {d} s^{2}=\left(1-{\frac {r_{s}}{r}}\right)c^{2}\mathrm {d} t^{2}-\left(1-{\frac {r_{s}}{r}}\right)^{-1}\mathrm {d} r^{2}-r^{2}\mathrm {d} \theta ^{2}-r^{2}\sin ^{2}\theta \mathrm {d} \varphi ^{2},}
gdzie:
{\displaystyle \mathrm {d} s} – interwał czasoprzestrzenny
{\displaystyle c} – prędkość światła w metrach na sekundę
{\displaystyle t} – współrzędna czasowa wyrażona w sekundach (czas mierzony przez stacjonarny zegar w nieskończoności),
{\displaystyle r} – współrzędna radialna wyrażona w metrach (obwód okręgu podzielony przez {\displaystyle 2\pi } o środku w położeniu gwiazdy, czarnej dziury lub innego sferycznie symetrycznego obiektu)
{\displaystyle \theta } – szerokość geograficzną wyrażona w radianach
{\displaystyle \varphi } – długość geograficzną wyrażona w radianach
{\displaystyle r_{s}} – promień Schwarzschilda masywnego ciała wyrażony w metrach. Związany jest z masą ciała {\displaystyle M} poprzez relację
{\displaystyle r_{s}={\frac {2GM}{c^{2}}},} gdzie {\displaystyle G} to stała grawitacyjna.
Klasyczna newtonowska teoria grawitacji pojawia się w granicy znikającego {\displaystyle r_{s}/r.} W tej granicy metryka przyjmuje postać metryki szczególnej teorii względności, czyli metryki Minkowskiego. Metryka Schwarzschilda we współrzędnych {\displaystyle t,} {\displaystyle r,} {\displaystyle \theta ,} {\displaystyle \phi } jest osobliwa, gdy {\displaystyle r=0} oraz gdy {\displaystyle r=r_{s}.} Osobliwość metryki gdy {\displaystyle r=r_{s}} jest związana z zastosowanymi współrzędnymi i znika we współrzędnych Eddingtona-Finkelsteina lub współrzędnych Kruskala-Szekeresa, gdzie jedyną osobliwością jest ta odpowiadająca centrum masy, czyli {\displaystyle r=0.}
Promień Schwarzschilda {\displaystyle r_{s}} jest parametrem o wymiarze długości. Tylko dla najbardziej masywnych obiektów we Wszechświecie ma wartość porównywalną do fizycznych rozmiarów obiektu. Na przykład promień Schwarzschilda Ziemi jest równy {\displaystyle 8{,}9} mm, co oznacza, że relatywistyczne poprawki do grawitacji newtonowskiej są znikome. Jednak przy nowoczesnych systemach pozycjonowania typu GPS te poprawki muszą już zostać uwzględnione, aby dokładność wyznaczenia pozycji była zadowalająca. Promień Schwarzschilda Słońca wynosi 2954 m, znacznie więcej niż dla Ziemi, ale przy promieniu Słońca równym {\displaystyle 6{,}955\times 10^{8}} m stanowi to tylko ok. 4 milionowe części. Dla znacznie gęstszego białego karła promień Schwarzschilda stanowi już ok. 250 milionowych części promienia fizycznego. Dla gwiazd neutronowych ten stosunek wynosi już ok. 0,5, a dla czarnych dziur jest już jednością.

## Równania geodezyjnych
Zgodnie z podstawowym postulatem ogólnej teorii względności ciała podlegające tylko sile grawitacji poruszają się po geodezyjnych czasopodobnych, natomiast światło porusza się po geodezyjnych zerowych. Równania określające krzywe geodezyjne są określone wyłącznie przez metrykę czasoprzestrzeni, tzn. do ich zapisania nie potrzeba żadnych dodatkowych równań oprócz postaci tensora metrycznego {\displaystyle g_{\mu \nu }.} W przypadku metryki Schwarzschilda równania określające geodezyjne mają postać:
{\displaystyle 0=c{\frac {\mathrm {d} ^{2}t}{\mathrm {d} s^{2}}}+{\frac {2m}{r^{2}}}{\frac {1}{1-2m/r}}c{\frac {\mathrm {d} t}{\mathrm {d} s}}{\frac {\mathrm {d} r}{\mathrm {d} s}},}
{\displaystyle 0={\frac {\mathrm {d} ^{2}r}{\mathrm {d} s^{2}}}+\left({\frac {mc^{2}}{r^{2}}}-{\frac {2m^{2}c^{2}}{r^{3}}}\right)\left({\frac {\mathrm {d} t}{\mathrm {d} s}}\right)^{2}-{\frac {m}{r^{2}}}{\frac {1}{1-2m/r}}\left({\frac {\mathrm {d} r}{\mathrm {d} s}}\right)^{2}+(2m-r)\left({\frac {\mathrm {d} \theta }{\mathrm {d} s}}\right)^{2}+(2m-r)\sin ^{2}\theta \left({\frac {\mathrm {d} \varphi }{\mathrm {d} s}}\right)^{2},}
{\displaystyle 0={\frac {\mathrm {d} ^{2}\theta }{\mathrm {d} s^{2}}}+{\frac {2}{r}}{\frac {\mathrm {d} \theta }{\mathrm {d} s}}{\frac {\mathrm {d} r}{\mathrm {d} s}}-\cos \theta \sin \theta \left({\frac {\mathrm {d} \varphi }{\mathrm {d} s}}\right)^{2},}
{\displaystyle 0={\frac {\mathrm {d} ^{2}\varphi }{\mathrm {d} s^{2}}}+{\frac {2}{r}}{\frac {\mathrm {d} r}{\mathrm {d} s}}{\frac {\mathrm {d} \varphi }{\mathrm {d} s}}+2\operatorname {ctg} \theta {\frac {\mathrm {d} \theta }{\mathrm {d} s}}{\frac {\mathrm {d} \varphi }{\mathrm {d} s}},}
gdzie {\displaystyle s} jest parametrem afinicznym, czyli parametrem będącym liniową funkcją długości łuku w czasoprzestrzeni (czasu własnego). Równania opisujące krzywe geodezyjne są równaniami parametrycznymi zależnymi od tego parametru. Powyższy układ czterech równań można zredukować do układu trzech równań. Dla geodezyjnych czasopodobnych będących trajektoriami ciał obdarzonych masa (np. planet, komet) parametr afiniczny można określić jako spełniający równanie {\displaystyle g_{\mu \nu }{\frac {\mathrm {d} x^{\mu }}{\mathrm {d} s}}{\frac {\mathrm {d} x^{\nu }}{\mathrm {d} s}}=1,} co daje układ równań opisujących geodezyjną w postaci:
{\displaystyle {\frac {\mathrm {d} \varphi }{\mathrm {d} s}}={\frac {J_{0}}{r^{2}}},}
{\displaystyle \left(1-{\frac {2m}{r}}\right)c\,{\frac {\mathrm {d} t}{\mathrm {d} s}}=E,}
{\displaystyle \left({\frac {\mathrm {d} r}{\mathrm {d} s}}\right)^{2}=E^{2}-\left(1+{\frac {J_{0}{}^{2}}{r^{2}}}\right)\left(1-{\frac {2m}{r}}\right),}
gdzie {\displaystyle J_{0}} oraz {\displaystyle E} są dowolnymi stałymi interpretowanymi jako moment pędu oraz energia. W przypadku geodezyjnych zerowych będących trajektoriami promieni świetlnych parametr afiniczny spełnia {\displaystyle g_{\mu \nu }{\frac {\mathrm {d} x^{\mu }}{\mathrm {d} s}}{\frac {\mathrm {d} x^{\nu }}{\mathrm {d} s}}=0,} co oznacza, że analogiczny układ równań będzie miał postać:
{\displaystyle {\frac {\mathrm {d} \varphi }{\mathrm {d} s}}={\frac {J_{0}}{r^{2}}},}
{\displaystyle \left(1-{\frac {2m}{r}}\right)c\,{\frac {\mathrm {d} t}{\mathrm {d} s}}=E,}
{\displaystyle \left({\frac {\mathrm {d} r}{\mathrm {d} s}}\right)^{2}=E^{2}-{\frac {J_{0}{}^{2}}{r^{2}}}\left(1-{\frac {2m}{r}}\right).}
W obu przypadkach pierwsze dwa równania są identyczne. Analiza rozwiązań dla dwóch typów geodezyjnych przebiega odmiennie.

### Rozwiązania dla krzywych czasopodobnych

Relatywistyczny ruch peryhelium w metryce Schwarzschilda. W mechanice klasycznej masa próbna porusza się po elipsie (kolor czerwony), zgodnie z prawami Keplera. W mechanice relatywistycznej ciało nie porusza się po elipsie, ale po krzywej przedstawionej na niebiesko. Peryhelium w czasie takiego ruchu przemieszcza się w tę samą stronę, w którą obraca się ciało. W Układzie Słonecznym ten efekt jest mierzalny dla Merkurego, Wenus i Ziemi.

Krzywe geodezyjne czasopodobne to trajektorie ciał obdarzonych masą. Gdy {\displaystyle J_{0}=0,} wtedy z pierwszego równania określającego geodezyjną czasopodobną wynika {\displaystyle \varphi =\varphi _{0}=\mathrm {const} .} Jest to przypadek radialnego ruchu do środka symetrii.
Gdy {\displaystyle J_{0}\neq 0} wtedy z układu równań na geodezyjną wynika
{\displaystyle \left(J_{0}{\frac {\mathrm {d} \sigma }{\mathrm {d} \varphi }}\right)^{2}=E^{2}-\left(1+J_{0}{}^{2}\sigma ^{2}\right)\left(1-2m\sigma \right),}
gdzie {\displaystyle \sigma =1/r.} Ścisłe rozwiązanie tego równania prowadzi do całek eliptycznych. Można natomiast otrzymać przybliżone rozwiązanie tego równania uwzględniające poprawki pierwszego rzędu względem małego parametru, które pozwala zaobserwować podstawowe własności rozwiązania ścisłego. Po zróżniczkowaniu powyższego równania po {\displaystyle \varphi } otrzymujemy równanie
{\displaystyle {\frac {\mathrm {d} ^{2}\sigma }{\mathrm {d} \varphi ^{2}}}+\sigma ={\frac {m}{J_{0}{}^{2}}}+3m\sigma ^{2}.}
Oznaczając {\displaystyle J_{0}=J/mc} oraz definiując dwie wielkości: mały parametr {\displaystyle \alpha } oraz {\displaystyle p} jako
{\displaystyle {\frac {1}{p}}={\frac {GM\mu ^{2}}{J^{2}}},\quad \alpha ={\frac {3GM}{c^{2}}}=3m,}
gdzie {\displaystyle \mu } jest masą ciała poruszającego się, równanie określające geodezyjne przyjmie postać:
{\displaystyle {\frac {\mathrm {d} ^{2}\sigma }{\mathrm {d} \varphi ^{2}}}+\sigma ={\frac {1}{p}}+\alpha \sigma ^{2}.}
Przybliżone rozwiązanie tego równania jest następujące:
{\displaystyle \sigma ={\frac {1}{p}}+{\frac {\alpha }{p^{2}}}\left(1+{\frac {1}{3}}\varepsilon \right)+{\frac {\varepsilon }{p}}\cos \left[\left(1-{\frac {\alpha }{p}}\right)\left(\varphi -\varphi _{0}\right)\right]+{\frac {\alpha \varepsilon ^{3}}{3p^{2}}}\sin ^{2}\left(\varphi -\varphi _{0}\right).}
Ponieważ w czasie ruchu {\displaystyle \varepsilon \alpha /p\ll 0} trzeci wyraz jest większy niż wyraz ostatni, który w związku z tym może zostać pominięty.
Po wykonaniu jednego pełnego obrotu wokół środka symetrii, {\displaystyle \varphi \to \varphi +2\pi ,} {\displaystyle \sigma } nie wraca do wartości wyjściowej. Jest to efekt relatywistycznego przemiszczania się peryhelium i oznacza to, że peryhelium i aphelium poruszają się w czasie ruchu ciała wokół masy centralnej. Dwa kolejne peryhelia oddzielone są kątem
{\displaystyle \Delta \varphi ={\frac {2\pi }{1-\alpha /p}}-2\pi =2\pi \alpha +O((\alpha /p)^{2}),}
czyli
{\displaystyle \Delta \varphi \approx {\frac {2\pi \alpha }{p}}={\frac {6\pi GM}{c^{2}p}}={\frac {6\pi GM}{c^{2}b\left(1+\varepsilon \right)}}={\frac {6\pi GM}{c^{2}a\left(1-\varepsilon ^{2}\right)}},}
gdzie {\displaystyle a} jest półosią wielką orbity ciała, {\displaystyle b} jest minimalną odległością ciała od masy centralnej.
Ponieważ rozwiązania dla tego przypadku opisują w bardzo dobrym przybliżeniu ruch ciał w Układzie Słonecznym, otrzymujemy przy przejściu do mechaniki klasycznej {\displaystyle (c\to \infty )} newtonowskie równania opisujące ruch ciał w Układzie Słonecznym:
{\displaystyle r(\theta )={\frac {p}{1+e\cos \theta }},}
czyli ogólne krzywe stożkowe, gdzie {\displaystyle p} jest parametrem, a {\displaystyle e} jest mimośrodem.

### Relatywistyczne przesunięcie peryhelium
Efekt relatywistycznego ruchu peryhelium występuje dla wszystkich planet w Układzie Słonecznym, ale dla Merkurego jest najbardziej widoczny i został pierwszy odkryty przez Urbaina Le Verriera w roku 1859. Efekt przesunięcia peryhelium jest bardzo mały, ale kumuluje się w czasie. W związku z tym jest mierzony w sekundach łuku na stulecie. W tych jednostkach jego wartość wyraża się wzorem
{\displaystyle \Delta \Phi ={\frac {100\ \mathrm {lat} }{T}}\cdot {\frac {360\cdot 60\cdot 60}{2\pi }}\cdot {\frac {6\pi GM}{c^{2}a\left(1-\varepsilon ^{2}\right)}},}
gdzie {\displaystyle T} jest okresem obrotu planety wokół Słońca, środkowy czynnik przelicza radiany na sekundy łuku. Tak obliczone przesunięcie peryhelium Merkurego wynosi {\displaystyle \Delta \Phi =43{,}03} sekundy łuku na stulecie, co zgadza się bardzo dobrze z obserwacjami astronomicznymi. Wytłumaczenie ego efektu stało się pierwszym sukcesem teorii względności.

### Rozwiązania dla krzywych zerowych

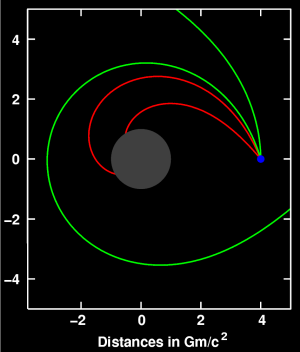
Ugięcie promieni świetlnych wysyłanych ze źródła pokazanego na niebiesko blisko masywnego ciała pokazanego na szaro

Krzywe geodezyjne zerowe to trajektorie promieni świetlnych. Postępując podobnie jak w przypadku krzywych czasopodobnych, otrzymujemy równanie łączące stałą {\displaystyle J_{0}} oraz {\displaystyle E} w postaci:
{\displaystyle \left(J_{0}{\frac {\mathrm {d} \sigma }{\mathrm {d} \varphi }}\right)^{2}=E^{2}-J_{0}{}^{2}\sigma ^{2}\left(1-2m\sigma \right),}
gdzie identycznie {\displaystyle \sigma =1/r.} Różniczkując to równanie po {\displaystyle \varphi } oraz przyjmując analogiczną definicję {\displaystyle \alpha ,} otrzymujemy
{\displaystyle {\frac {\mathrm {d} ^{2}\sigma }{\mathrm {d} \varphi ^{2}}}+\sigma =\alpha \sigma ^{2}.}
Znajdując podobnie jak poprzednio przybliżone rozwiązanie tego równania uwzględniające człony liniowe względem {\displaystyle \alpha ,} otrzymujemy
{\displaystyle \sigma ={\frac {1}{r}}={\frac {1}{R}}\cos \left(\varphi -\varphi _{0}\right)+{\frac {\alpha }{3R^{2}}}\left[1+\sin ^{2}\left(\varphi -\varphi _{0}\right)\right],}
gdzie {\displaystyle R} jest stałą. Rozwiązanie zapisane jako funkcja {\displaystyle r} to
{\displaystyle \varphi _{\pm }=\varphi _{0}\pm \arccos \left[{\frac {3R}{2\alpha }}\left(1-{\sqrt {1+{\frac {8\alpha ^{2}}{9R^{2}}}-{\frac {4\alpha }{3r}}}}\right)\right].}
Taka geodezyjna ma dwie asymptoty, gdy {\displaystyle r\to \infty .} Kąt między tymi asymptotami jest równy
{\displaystyle \Delta \varphi =\lim _{r\to \infty }\left(\varphi _{+}-\varphi _{-}\right)-\pi =2\arccos \left[{\frac {3R}{2\alpha }}\left(1-{\sqrt {1+{\frac {8\alpha ^{2}}{9R^{2}}}}}\right)\right]-\pi .}
Ograniczając się do wyrazów liniowych względem małego parametru {\displaystyle \alpha ,} otrzymujemy
{\displaystyle \Delta \varphi ={\frac {4\alpha }{3R}}={\frac {4GM}{c^{2}R}}.}
Jest to wzór opisujący ugięcie promieni świetlnych w pobliżu masywnych obiektów. Według teorii nierelatywistycznej światło porusza się po liniach prostych. Taki ruch obserwujemy w klasycznej granicy teorii względności.

### Relatywistyczne ugięcie promieni świetlnych
Ugięcie promieni świetlnych jest efektem relatywistycznym, w przeciwieństwie do ruchu peryhelium Merkurego, nieobserwowanym wcześniej. Ze względu na naturę tego efektu jego bezpośrednia obserwacja w Układzie Słonecznym jest możliwa gdy ciałem zakrzywiającym jest Słońce, tzn. promienie świetlne pochodzące z odległych źródeł przechodzą obok Słońca i ich trajektorie ulegają zakrzywieniu. Największa wartość ugięcia występuje dla promieni poruszających się blisko tarczy Słońca, ale ich obserwacja jest niemożliwa z powodu emisji fotonów ze Słońca. Dlatego aby zaobserwować ugięcie promieni należy je zaobserwować w czasie zaćmienia Słońca. Efektem ugięcia promieni będzie zmiana względnego położenia gwiazd widzianych w tle za Słońcem. W roku 1919 został przeprowadzony eksperyment, kierowany przez Arthura Stanleya Eddingtona, mający za zadanie zaobserwować ten efekt. Dwie ekspedycje sfotografowały okolicę Słońca w czasie zaćmienia z dwóch różnych miejsc na Ziemi i z porównania tych dwóch pomiarów uzyskano wynik w granicach błędu zgodny z wynikiem przewidzianym przez teorię względności. Był to drugi eksperyment potwierdzający słuszność ogólnej teorii względności.

## Literatura
- J. Plebański, Andrzej Krasiński: An Introduction to General Relativity and Cosmology. Cambridge University Press, 2006. ISBN 978-0-521-85623-2.
- Bernard F. Schutz: A first course in general relativity. Cambridge University Press, 1985. ISBN 0-521-27703-5.